# Resolutie 1003 Veiligheidsraad Verenigde Naties
Resolutie 1003 van de Veiligheidsraad van de Verenigde Naties werd met 14 stemmen voor en de onthouding van Rusland aangenomen op 5 juli 1995. De resolutie verlengde de verlichting van de sancties tegen Servië en Montenegro tot half september.

## Achtergrond
In 1980 overleed de Joegoslavische leider Tito, die decennialang de bindende kracht was geweest tussen de zes deelstaten van het land. Na zijn dood kende het nationalisme een sterke opmars, en in 1991 verklaarden verschillende deelstaten zich onafhankelijk. Zo ook Bosnië en Herzegovina, waar in 1992 een burgeroorlog ontstond tussen de Bosniakken, Kroaten en Serviërs. Deze oorlog, waarbij etnische zuiveringen plaatsvonden, ging door totdat er eind 1995 met het Verdrag van Dayton vrede werd gesloten.

## Inhoud

### Waarnemingen
Servië en Montenegro had maatregelen genomen om zijn grens met Bosnië en Herzegovina effectief gesloten te houden. Dat was van belang om de Bosnisch-Serven in dat laatste land af te snijden van financiële steun, militaire uitrusting, coördinatie, luchtverdediging en de aanwerving van troepen.

### Handelingen
De Veiligheidsraad:
1. besloot de  internationale sancties in paragraaf °1 van resolutie 943 (verder) op te schorten tot 18 september;
2. besloot dat de in resolutie 988 getroffen regelingen van kracht bleven;
3. vroeg dat de landen in ex-Joegoslavië elkaar zouden erkennen;
4. bevestigde dat hij de kwestie zou blijven volgen en verdere stappen zou overwegen ten aanzien van Servië en Montenegro gezien de vooruitgang in de situatie.

## Verwante resoluties
- Resolutie 994 Veiligheidsraad Verenigde Naties
- Resolutie 998 Veiligheidsraad Verenigde Naties
- Resolutie 1004 Veiligheidsraad Verenigde Naties
- Resolutie 1009 Veiligheidsraad Verenigde Naties

Lijst ·  970 ·  971 ·  972 ·  973 ·  974 ·  975 ·  976 ·  977 ·  978 ·  979 ·  980 ·  981 ·  982 ·  983 ·  984 ·  985 ·  986 ·  987 ·  988 ·  989 ·  990 ·  991 ·  992 ·  993 ·  994 ·  995 ·  996 ·  997 ·  998 ·  999 ·  1000 ·  1001 ·  1002 ·  1003 ·  1004 ·  1005 ·  1006 ·  1007 ·  1008 ·  1009 ·  1010 ·  1011 ·  1012 ·  1013 ·  1014 ·  1015 ·  1016 ·  1017 ·  1018 ·  1019 ·  1020 ·  1021 ·  1022 ·  1023 ·  1024 ·  1025 ·  1026 ·  1027 ·  1028 ·  1029 ·  1030 ·  1031 ·  1032 ·  1033 ·  1034 ·  1035